# Katanga (Provinz)

Katanga (1971–1997 Shaba) war eine 2015 aufgelöste Provinz der Demokratischen Republik Kongo mit der Hauptstadt Lubumbashi.

## Geographie
Die Provinz lag im Südosten des Landes und grenzte im Nordwesten an die Provinzen Kasaï-Occidental und Kasaï-Oriental, im Nordosten an die Provinzen Maniema und Sud-Kivu, im Osten an den Tanganjikasee (Tansania), im Süden an Sambia und im Westen an Angola.

## Regierung
Zwischen 2007 und 2015 war Moïse Katumbi Chapwe der erste demokratisch gewählte Gouverneur der Provinz Katanga. Er hat einen gesetzlichen Mindestlohn von 100 Dollar im Monat eingeführt.

## Bevölkerung
Die Hauptvolksgruppen Katangas sind die Baluba im Nordwesten und in der Mitte, die Hemba im Norden, die Tabwa im Nordosten, die Lunda im Westen sowie die Bemba und Lala im Südosten. Das Volk der Pygmäen lebt in teilweise gewalttätigen ethnischen Spannungen mit den anderen Völkern und beklagt Ausgrenzung.

## Territoriale Gliederung
Katanga war in die Distrikte Tanganjika, Ober-Lomami, Ober-Katanga, Kolwezi und Lualaba unterteilt, die wiederum in separate Territorien unterteilt waren.

## Geschichte
Zur alten Geschichte siehe Msidis Reich, zur Geschichte des 1960–63 de facto unabhängigen Staates Katanga (Staat).
In der Frühphase des deutschen Kolonialreichs versuchte Paul Reichard Teile der späteren Provinz Katanga für Deutschland zu erwerben, auf die die Association internationale du Congo im Vertrag mit Deutschland vom 8. November 1884 zunächst verzichtet hatte. Der dortige Reichtum an Bodenschätzen war damals noch nicht allgemein bekannt. In der Anerkennung der Neutralitätserklärung des Kongo-Freistaats vom 1. August 1885 war das Gebiet daher von der deutschen Regierung dem Freistaat zuerkannt worden, so dass sie den im Februar 1886 von Reichard erbetenen Reichsschutz ablehnte. 1891 wurden die Gebiete Katangas vom belgischen Kongo-Freistaat der Compagnie du Katanga und 1900 dem Comité Spécial du Katanga anvertraut und völlig separat vom restlichen Kongo verwaltet. Erst 1910 wurde Katanga autonomes Gebiet des Belgisch-Kongo. Im Ersten Weltkrieg war die koloniale Übernahme Katangas ein deutsches Kriegsziel der Mittelafrika-Planung. 1933 verlor die Provinz ihre Autonomie und wurde nach ihrer Hauptstadt in Elisabethville (französisch) bzw. Elisabethstad (niederländisch), heute: Lubumbashi, umbenannt.
1960, als die Dekolonisation von Belgisch-Kongo im Gange war, rief Moïse Tshombé die Unabhängigkeit Katangas aus. Die UNO versuchte durch Verhandlungen, Katanga zur Rückkehr zu bewegen, besetzte 1963 das damalige Elisabethville und beendete die Unabhängigkeit mit militärischen Mitteln. Katanga wurde erst in drei Provinzen geteilt, 1966 jedoch wiedervereinigt.
Während des damaligen Dekolonisationskonfliktes stürzte das Flugzeug des UN-Generalsekretärs Dag Hammarskjöld, der eine Konfliktlösung zwischen Belgisch-Kongo und Katanga anbieten wollte, am 18. September 1961 ab. Im Oktober 2017 wurde hierzu der letzte Untersuchungsbericht veröffentlicht, in dem „ein Angriff oder eine Bedrohung von außen“ als „plausibel“ eingestuft wird. Als Täter wurden die Katanga-Rebellen vermutet. Die 2019 veröffentlichte Dokumentation Cold Case Hammarskjöld legt den Schluss nahe, dass der belgisch-britische Pilot Jan van Risseghem, ein Legionär im Auftrag der Katanga-Rebellen, Hammarskjölds Flugzeug abgeschossen hat. In der Dokumentation berichtet ein Freund des Söldnerpiloten Jan van Risseghem alias „Lone Ranger“, dass der ihm vor seinem Tod den Abschuss der Albertina gestanden habe. Er habe den Auftrag ausgeführt, ohne Wissen um die Identität der Insassen. Man vermutet auch, dass der Abschuss gezielt erfolgte, wohl auch mit Billigung der CIA und des MI5.
Die Minengesellschaft Union Minière du Haut Katanga wurde 1966 unter dem Namen Gécamines verstaatlicht. 1971 benannte man Katanga in Shaba um. Während der 1970er Jahre konnten Rebellionen von der zairischen Zentralgewalt nur mit ausländischer Militärhilfe unterdrückt werden, beispielsweise 1978, als am 13. Mai bei der sogenannten Shaba-Invasion 4000 Rebellen die wichtigste Bergbaustadt der Provinz, Kolwezi besetzten. Nur durch massive Unterstützung durch die Vereinigten Staaten von Amerika, Belgien und Frankreich gelang es schließlich den Fallschirmjägern der französischen Fremdenlegion, die Stadt zurückzuerobern, wobei 700 Afrikaner und 280 Europäer den Tod fanden. Französische Fremdenlegionäre (2e régiment étranger de parachutistes) befreiten dabei in der Schlacht um Kolwezi am 19. Mai 1978 mehr als 2000 europäische Geiseln aus der Hand von Rebellen.
Nachdem Mobutu Sese Seko 1997 ins Exil gegangen war, nahm die Provinz wieder den früheren Namen Katanga an.

## Bodenschätze
Die Region Katanga hat ausgedehnte Erzvorkommen von Kupfer, Kobalt (etwa bei Kolwezi, Likasi und Lubumbashi), Zink (siehe auch: Copperbelt). Ferner gibt es Lagerstätten mit abbauwürdigen Gehalten an Germanium, Kadmium und Silber. Über einen langen Zeitraum war die Kupferindustrie des Kongo die größte und am besten organisierte auf dem afrikanischen Kontinent nach der Bergbauregion am Witwatersrand. Das Problem der langjährigen Abhängigkeit bei der Energieerzeugung durch Kohlelieferungen aus dem Bergbauzentrum Wankie in Südrhodesien wurde seit den 1960er Jahren schrittweise mit dem Bau von Wasserkraftwerken in der Region behoben. Der Kohleimport von den Gruben in Wankie (Hwange) endete 1973. Die kongolesischen Steinkohlelagerstätten südlich von Bukama und Lukuga sind wegen ihres hohen Aschengehaltes zur Verkokung nicht geeignet und wurden deshalb für den industriellen Bergbau nicht genutzt. Eine wichtige Rollen spielten sie jedoch in der Zementproduktion.
Der Reichtum an Bodenschätzen führte nach der Unabhängigkeit der Kongo-Kolonie von Belgien zu erheblichen politischen Konflikten, die als Kongo-Wirren oder Kongo-Krise bekannt wurden.

## Auflösung 2015
Mit der Verabschiedung einer neuen Verfassung im Mai 2005 sollte eine Neugliederung der Demokratischen Republik Kongo erfolgen. Nachdem der Termin der Verwaltungsänderung zuvor mehrmals verschoben wurde, machte Präsident Joseph Kabila diese im Januar 2011 komplett rückgängig. Allerdings wurde die Verwaltungsänderung 2015 doch umgesetzt und Katanga dabei in vier neue Provinzen aufgeteilt:
- Haut-Katanga mit der Hauptstadt Lubumbashi, aus dem gleichnamigen Distrikt
- Haut-Lomami mit der Hauptstadt Kamina, aus dem gleichnamigen Distrikt
- Lualaba mit der Hauptstadt Kolwezi, aus den Distrikten Lualaba und Kolwezi
- Tanganyika mit der Hauptstadt Kalemie, aus dem gleichnamigen Distrikt

## Film
- Jadotville. Irland im Auftrag der UNO im Kongo, Produktion: Netflix 2016, Film nach wahren Begebenheiten, Aufklärung der desaströsen Situation der UNO-Truppen in Katanga.
- China im Kongo. Dokumentation, Deutschland, 2008, 29 Min., Regie: Wiltrud Kremer, Produktion: SWR, arte, Erstsendung: 27. Januar 2009, Inhaltsangabe bei Phoenix

## Nachweise
1. ↑  'Caterpillar tax': DR Congo ethnic clash sees 16 killed. BBC News, 18. Oktober 2016, abgerufen am 18. Oktober 2016 (englisch).
2. ↑  Imre Josef Demhardt: Die Entschleierung Afrikas. Klett-Perthes, Gotha/Stuttgart 2000, ISBN 3-623-00355-7, S. 55 f.
3. ↑  Imanuel Geiss: Geschichte griffbereit. Band 3: Schauplätze. Die geographische Dimension der Weltgeschichte (= rororo-Handbuch 6237), Rowohlt, Reinbek bei Hamburg 1981, ISBN 978-3-499-16237-4, S. 434.
4. ↑  Volker Bernhard: Der mysteriöse Tod eines UN-Generalsekretärs. Süddeutsche Zeitung, 2. Februar 2020, abgerufen am 4. Februar 2020.
5. ↑  R. A. Pelletier: Mineral Resources of South-Central Africa. Oxford University Press, Cape Town / London / New York / Toronto, 1964, S. 215–225.
6. ↑  Wiese: Zaire. 1980, S. 186.
7. ↑  Le Katanga officiellement démembré en quatre nouvelles provinces. Radio Okapi, 16. Juli 2015, abgerufen am 25. April 2025 (französisch).